# Bristol City WFC

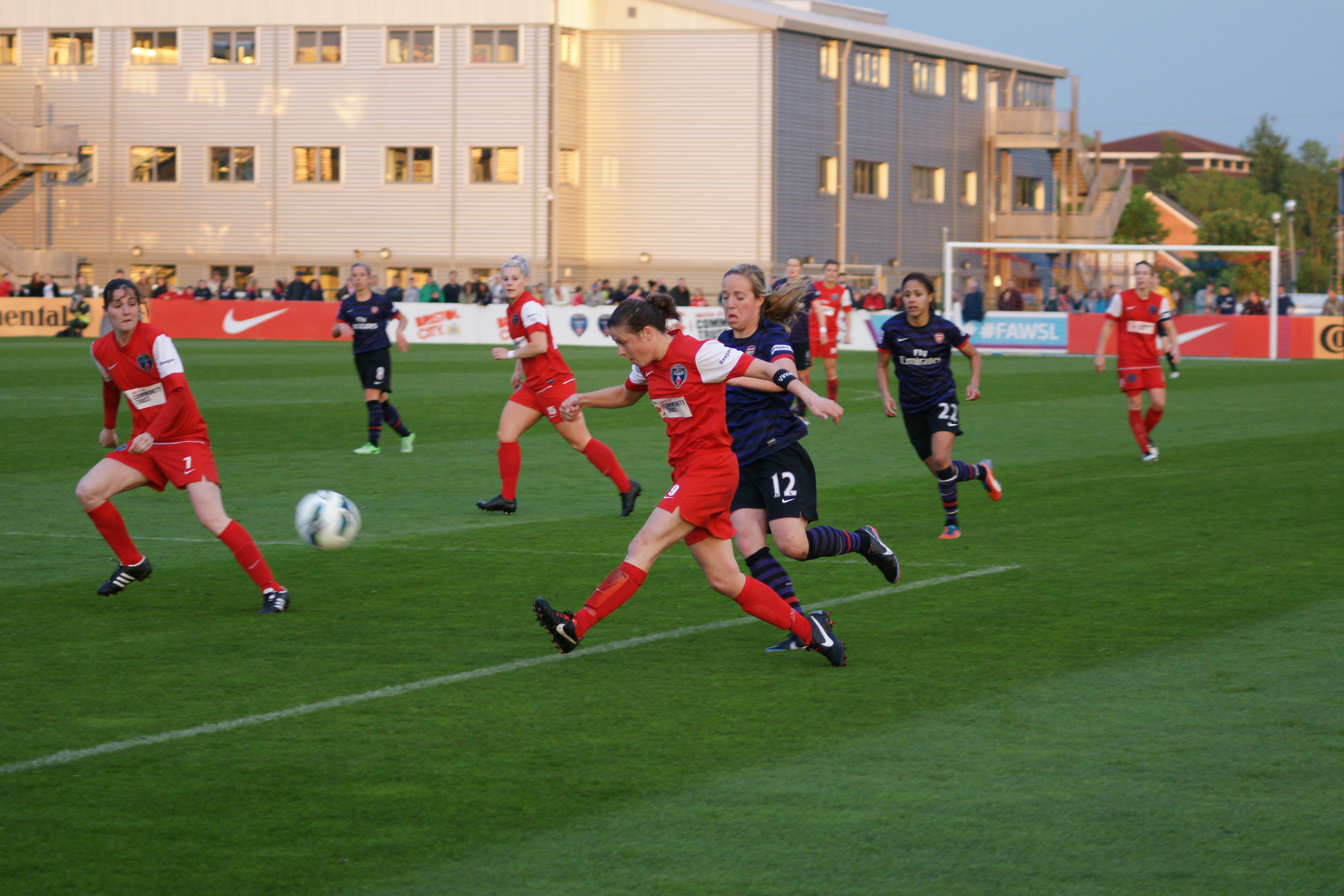
El Bristol, en un partido contra el Arsenal en 2013

El Bristol City WFC, previamente conocido como Bristol Academy WFC, es un club inglés de fútbol femenino fundado en 1998. Juega en la FA Women's Championship, segunda división del fútbol femenino en el país. Hace de local en el Twerton Park de la ciudad de Bath y viste de rojo.
Originalmente era la sección femenina del Bristol Rovers FC. En 2003 llegaron a la primera división, y en 2005 adoptaron su nombre actual al convertirse en un club independiente. 
El Bristol Academy ha llegado a dos finales de Copa, en 2011 y 2013 (las perdió contra el Arsenal). En 2013 también fue el subcampeón de la liga.
En 2012 debutó en la Liga de Campeones, cayendo en la primera ronda. En 2016, ascendió a la FA WSL, máxima categoría del fútbol femenino inglés, compitiendo durante 5 temporadas hasta que perdió la categoría en 2021.

## Trayectoria liguera
|                  | 02 | 03 | 04 | 05 | 06 | 07 | 08 | 09 | 10  | 11 | 12 | 13 | 14 |
| ---------------- | -- | -- | -- | -- | -- | -- | -- | -- | --- | -- | -- | -- | -- |
| Primera División |    |    | 8º | 5º | 5º | 4º | 4º | 8º | 12º | 5º | 4º | 2º | 7º |
| Segunda División | 2º | 1º |    |    |    |    |    |    |     |    |    |    |    |

## Trayectoria en la Liga de Campeones
| 2015 |  | 4-0 2-1 Raheny | Barcelona (pendiente) |